# King & Prince
King & Prince（日语：／ Kingu Ando Purinsu */?），簡稱KinPri（キンプリ）粉絲名為Tiara。是日本傑尼斯事務所旗下的2人偶像男子组合，於2018年5月23日發行單曲出道，所屬唱片公司為環球音樂。King & Prince是傑尼斯事務所相隔4年推出的團體，也是前社長強尼・喜多川生前最後出道的組合。

## 成員
|            | 姓名        | 姓名 | 出生日期       | 出身地   | 身高   | 血型 | 代表色   | 備註                                                         |
| 漢字       | 讀法        |      | 出生日期       | 出身地   | 身高   | 血型 | 代表色   | 備註                                                         |
| ---------- | ----------- | ---- | -------------- | -------- | ------ | ---- | -------- | ------------------------------------------------------------ |
| Mr.KING    | 永瀬 廉     |      | 1999年1月23日  | 東京都   | 175 cm | O型  | 漆黑     |                                                              |
| Mr.KING    | 髙橋 海人   |      | 1999年4月3日   | 神奈川縣 | 174 cm | A型  | 向日葵黃 |                                                              |
| 已退出成員 |             |      |                |          |        |      |          |                                                              |
| Prince     | 岩橋 玄樹   |      | 1996年12月17日 | 東京都   | 165 cm | O型  | 深粉紅   | 2018年11月起因健康因素暫停活動 2021年3月31日退出團體和事務所 |
| Prince     | 岸 優太     |      | 1995年9月29日  | 埼玉縣   | 167 cm | A型  | 紫       | 前隊長 。2023年5月22日退出團體，同年9月30日退出傑尼斯事務所  |
| Prince     | 神宫寺 勇太 |      | 1997年10月30日 | 千葉縣   | 175 cm | O型  | 綠松石藍 | 2023年5月22日退出團體和事務所                                |
| Mr.KING    | 平野 紫耀   |      | 1997年1月29日  | 愛知縣   | 171 cm | O型  | 深紅     | 2023年5月22日退出團體和事務所                                |

## 經歷

### 2015年：結成
- 02月27日：出道前，宣佈6人在Johnny's Jr.舞台劇「JOHNNYS' 銀座2015」中擔任Team A，並由全員出任座長，於同年4月–6月在シアタークリエ進行共10場公演。
- 04月26日：「JOHNNYS' 銀座2015」公演第三日，排隊購票人數多達1193名，刷新該場館當時最高紀錄。當時，受關注的6人亦被觀眾稱為「A6」、「クリエA6」。
- 06月5日：宣佈6人結成「Mr.King vs Mr.Prince」，並擔任「朝日電視台．六本木新城夏季慶典 SUMMER STATION」活動的官方應援團。[11]
- 08月20日：傑尼斯事務所宣佈組合以「Mr.King」及「Prince」兩小組形式繼續進行Johnny's Jr.活動。

### 2018年：出道、第1、2張單曲、首次紅白
- 01月17日：舉行出道記者會，宣佈兩個小組合併，最終名為「King & Prince」，將以6人形式於同年春天CD正式出道。記者會上，最年長及最早入社的岸優太被台下粉絲選為隊長。同時，傑尼斯事務所和環球唱片公司共同成立新品牌Johnnys' Universe，負責組合的唱片發行。
- 02月1日：成立粉絲俱樂部。
- 05月23日：發行首張單曲《Cinderella Girl》正式出道。
- 05月26日：在東京舉行處女秀，決定歌迷名稱為「Tiara」（日語：ティアラ），意指女性佩戴的寶石后冠，由岩橋玄樹命名。
- 08月10日：舉行首場演唱會『King & Prince First Concert Tour 2018』。
- 10月10日：發行第2張單曲《Memorial》。
- 10月26日：岩橋玄樹因恐慌症惡化，從11月開始停工休養。King & Prince暫以5人形式繼續活動。
- 12月12日：發行首張演唱會DVD《King & Prince First Concert Tour 2018》。
- 12月31日：參加「第69回NHK紅白歌合戰」活動。

### 2019年：第3、4張單曲、首張專輯
- 04月3日：發行第3張單曲《等待著你》。
- 06月9日：發行首張專輯《King & Prince》。
- 07月19日：舉行『King & Prince CONCERT TOUR 2019』演唱會。
- 08月28日：發行第4張單曲《愛太難》。
- 12月31日：參加「第70回NHK紅白歌合戰」活動。

### 2020年：第5、6張單曲、第2張專輯
- 01月15日：發行第2張演唱會DVD《King & Prince CONCERT TOUR 2019》。
- 06月10日：發行第5張單曲《Mazy Night》。
- 09月2日：發行第2張專輯《L&》。
- 10月9日：舉行『King & Prince CONCERT TOUR 〜L&〜』線上演唱會。
- 12月16日：發行第6張單曲《I promise》。
- 12月31日：參加「第71回NHK紅白歌合戰」活動。

### 2021年：一名成員退團、第7、8張單曲、開通SNS、第3張專輯、主持24小時電視
- 02月24日：發行第3張演唱會DVD《King & Prince CONCERT TOUR 2020 〜L&〜》。
- 03月29日：傑尼斯事務所公佈，岩橋玄樹因為病情關係，決定於2021年3月31日同時退出組合及傑尼斯事務所。King & Prince正式以5人體制活動。
- 05月19日：發行第7張、組合首張雙A面單曲《Magic Touch / Beating Hearts》。
- 05月23日：出道三週年紀念日；於早上05時23分正式開設獨立YouTube頻道 （页面存档备份，存于）、官方Instagram及Twitter帳戶 （页面存档备份，存于）；出道後首個冠名節目「King & Princeる。（日语：King & Princeる。）」首播，於關東廣域區地上波電視放送，另設網絡配信。
- 07月21日：發行第3張專輯《Re:Sense》。
- 07月25日：舉行『King & Prince CONCERT TOUR 2021 〜Re:Sense〜』演唱會。
- 08月21日、22日：擔任第44屆「24小時電視」主持人。
- 10月6日：發行第8張單曲《在戀愛月夜想你》。
- 12月31日：參加「第72回NHK紅白歌合戰」活動。

### 2022年：冠名節目、首次巨蛋巡演、第9、10、11張單曲、第4張專輯
- 01月1日：冠名節目「King & Princeる。（日语：King & Princeる。）」首次於日本全國放送，播出新年特輯。
- 01月12日：發行第4張演唱會DVD《King & Prince CONCERT TOUR 2021 〜Re:Sense〜》。
- 01月16日：冠名節目「King & Princeる。（日语：King & Princeる。）」正式常規化。即日起每週日於關東廣域區地上波電視放送，每期時長30分鐘。
- 01月28日：成員岸優太確診感染新型冠狀病毒，並停止一切娛樂活動[12]。經過一段時間休息觀察後，2月9日，恢復娛樂活動[13]。
- 02月15日：於官方YouTube頻道宣布將於4月2日起舉行出道後首次四大巨蛋巡迴演唱會『King & Prince First DOME TOUR 2022 〜Mr.〜』[14]。
- 04月13日：發行第9張單曲《Lovin' you / 如舞人生。》。
- 05月23日：於組合出道4週年之日，宣布將於7月30日起舉行『King ＆ Prince ARENA TOUR 2022 〜Made in〜』演唱會[15]。
- 06月29日：發行第4張專輯《Made in》。
- 09月14日：發行第10張單曲《TraceTrace》。
- 11月4日：傑尼斯事務所公佈，經協商後決定King & Prince將結束5人體制的活動。平野紫耀、岸優太、神宫寺勇太3人將於隔年5月22日退出團體，其中平野和神宮寺於退團當天同時退出傑尼斯事務所，而岸則預定於同年秋天退出。後續King & Prince將以永瀬廉和高橋海人2人體制繼續活動[16]。
- 11月9日：發行第11張單曲《ツキヨミ / 彩り》。12月4日，此張單曲在Oricon榜上累積銷量突破100萬張（計入FAN CLUB限定發售的Dear Tiara盤的銷量），是他們第一次百萬銷量的單曲。
- 12月31日：參加「第73回NHK紅白歌合戰」活動。

### 2023年：第12張單曲、三名成員退團
- 01月18日：發行第5張演唱會DVD《King & Prince First DOME TOUR 2022 〜Mr.〜》。
- 02月22日：發行第12張單曲《Life goes on / We are young》。
- 03月22日：發行第6張演唱會DVD《King & Prince ARENA TOUR 2022 〜Made in〜》。
- 04月19日：發行第1張精選專輯《Mr.5》。
- 05月22日：岸優太、神宮寺勇太及平野紫耀於同日起退出組合，King & Prince正式以2人體制活動。神宮寺勇太及平野紫耀於同日起同時退出傑尼斯事務所。
- 06月21日：發行第13張單曲，也是二人體制後首張單曲《なにもの》。
- 07月02日：舉行King & Prince首次粉絲見面會「King & Princeとうちあわせ」。
- 08年16日：發行第5張專輯《Peace》。
- 08年27日：舉行『King & Prince LIVE TOUR 2023 〜Peace〜』演唱會。
- 09年30日：岸優太退出傑尼斯事務所。

## 作品

### 單曲
| 0#0 | 發售日                                | 名稱                         | 版本                        | 首週銷量  | 首週排名 |
| --- | ------------------------------------- | ---------------------------- | --------------------------- | --------- | -------- |
| 1   | 2018年5月23日 2018年5月25日（台壓）   | Cinderella Girl              | 初回限定盤A（CD＋DVD）      | 57.7萬張  | 1位      |
| 1   | 2018年5月23日 2018年5月25日（台壓）   | Cinderella Girl              | 初回限定盤B（CD＋DVD）      | 57.7萬張  | 1位      |
| 1   | 2018年5月23日 2018年5月25日（台壓）   | Cinderella Girl              | 通常盤（CD）                | 57.7萬張  | 1位      |
| 1   | 2018年5月23日 2018年5月25日（台壓）   | Cinderella Girl              | 環球音樂商店限定K盤（CD）   | 57.7萬張  | 1位      |
| 1   | 2018年5月23日 2018年5月25日（台壓）   | Cinderella Girl              | 環球音樂商店限定P盤（CD）   | 57.7萬張  | 1位      |
| 2   | 2018年10月10日 2018年10月12日（台壓） | Memorial                     | 初回限定盤A（CD＋DVD）      | 40.1萬張  | 1位      |
| 2   | 2018年10月10日 2018年10月12日（台壓） | Memorial                     | 初回限定盤B（CD＋DVD）      | 40.1萬張  | 1位      |
| 2   | 2018年10月10日 2018年10月12日（台壓） | Memorial                     | 通常盤（CD）                | 40.1萬張  | 1位      |
| 3   | 2019年4月3日 2019年4月3日（台壓）     | 等待著你                     | 初回限定盤A（CD＋DVD）      | 39.1萬張  | 1位      |
| 3   | 2019年4月3日 2019年4月3日（台壓）     | 等待著你                     | 初回限定盤B（CD＋DVD）      | 39.1萬張  | 1位      |
| 3   | 2019年4月3日 2019年4月3日（台壓）     | 等待著你                     | 通常盤（CD）                | 39.1萬張  | 1位      |
| 4   | 2019年8月28日 2019年8月30日（台壓）   | 愛太難                       | 初回限定盤A（CD＋DVD）      | 39.9萬張  | 1位      |
| 4   | 2019年8月28日 2019年8月30日（台壓）   | 愛太難                       | 初回限定盤B（CD＋DVD）      | 39.9萬張  | 1位      |
| 4   | 2019年8月28日 2019年8月30日（台壓）   | 愛太難                       | 通常盤（CD）                | 39.9萬張  | 1位      |
| 5   | 2020年6月10日 2020年6月12日（台壓）   | Mazy Night                   | 初回限定盤A（CD＋DVD）      | 51.8萬張  | 1位      |
| 5   | 2020年6月10日 2020年6月12日（台壓）   | Mazy Night                   | 初回限定盤B（CD＋DVD）      | 51.8萬張  | 1位      |
| 5   | 2020年6月10日 2020年6月12日（台壓）   | Mazy Night                   | 通常盤（CD）                | 51.8萬張  | 1位      |
| 6   | 2020年12月16日 2020年12月30日（台壓） | I promise                    | 初回限定盤A（CD＋DVD）      | 56.7萬張  | 1位      |
| 6   | 2020年12月16日 2020年12月30日（台壓） | I promise                    | 初回限定盤B（CD＋DVD）      | 56.7萬張  | 1位      |
| 6   | 2020年12月16日 2020年12月30日（台壓） | I promise                    | 通常盤（CD）                | 56.7萬張  | 1位      |
| 7   | 2021年5月19日 2021年6月4日（台壓）    | Magic Touch / Beating Hearts | 初回限定盤A（CD＋DVD）      | 46.4萬張  | 1位      |
| 7   | 2021年5月19日 2021年6月4日（台壓）    | Magic Touch / Beating Hearts | 初回限定盤B（CD＋DVD）      | 46.4萬張  | 1位      |
| 7   | 2021年5月19日 2021年6月4日（台壓）    | Magic Touch / Beating Hearts | 通常盤（CD）                | 46.4萬張  | 1位      |
| 8   | 2021年10月6日 2021年10月22日（台壓）  | 在戀愛月夜想你               | 初回限定盤A（CD＋DVD）      | 44.2萬張  | 1位      |
| 8   | 2021年10月6日 2021年10月22日（台壓）  | 在戀愛月夜想你               | 初回限定盤B（CD＋DVD）      | 44.2萬張  | 1位      |
| 8   | 2021年10月6日 2021年10月22日（台壓）  | 在戀愛月夜想你               | 通常盤（CD）                | 44.2萬張  | 1位      |
| 9   | 2022年4月13日 2022年5月10日（台壓）   | Lovin' you / 如舞人生。      | 初回限定盤A（CD＋DVD）      | 46.6萬張  | 1位      |
| 9   | 2022年4月13日 2022年5月10日（台壓）   | Lovin' you / 如舞人生。      | 初回限定盤B（CD＋DVD）      | 46.6萬張  | 1位      |
| 9   | 2022年4月13日 2022年5月10日（台壓）   | Lovin' you / 如舞人生。      | 通常盤（CD）                | 46.6萬張  | 1位      |
| 10  | 2022年9月14日                         | TraceTrace                   | 初回限定盤A（CD＋DVD）      | 50.1萬張  | 1位      |
| 10  | 2022年9月14日                         | TraceTrace                   | 初回限定盤B（CD＋DVD）      | 50.1萬張  | 1位      |
| 10  | 2022年9月14日                         | TraceTrace                   | 通常盤（CD）                | 50.1萬張  | 1位      |
| 11  | 2022年11月9日                         | ツキヨミ / 彩り              | 初回限定盤A（CD＋DVD）      | 79.2萬張  | 1位      |
| 11  | 2022年11月9日                         | ツキヨミ / 彩り              | 初回限定盤B（CD＋DVD）      | 79.2萬張  | 1位      |
| 11  | 2022年11月9日                         | ツキヨミ / 彩り              | 通常盤（CD）                | 79.2萬張  | 1位      |
| 11  | 2022年11月9日                         | ツキヨミ / 彩り              | Dear Tiara盤（CD＋DVD）     | 79.2萬張  | 1位      |
| 12  | 2023年2月22日                         | Life goes on / We are young  | 初回限定盤A（CD＋DVD）      | 103.2萬張 | 1位      |
| 12  | 2023年2月22日                         | Life goes on / We are young  | 初回限定盤B（CD＋DVD）      | 103.2萬張 | 1位      |
| 12  | 2023年2月22日                         | Life goes on / We are young  | 通常盤（CD）                | 103.2萬張 | 1位      |
| 12  | 2023年2月22日                         | Life goes on / We are young  | Dear Tiara盤（CD＋DVD）     | 103.2萬張 | 1位      |
| 13  | 2023年6月21日                         | 何者                         | 初回限定盤A（CD＋DVD）      | 54.4萬張  | 1位      |
| 13  | 2023年6月21日                         | 何者                         | 初回限定盤B（CD＋DVD）      | 54.4萬張  | 1位      |
| 13  | 2023年6月21日                         | 何者                         | 通常盤（CD）                | 54.4萬張  | 1位      |
| 13  | 2023年6月21日                         | 何者                         | Dear Tiara盤（CD＋DVD）     | 54.4萬張  | 1位      |
| 14  | 2023年11月8日                         | 去爱和生活 / MAGIC WORD      | 初回限定盤A（CD＋DVD）      | 34.8萬張  | 1位      |
| 14  | 2023年11月8日                         | 去爱和生活 / MAGIC WORD      | 初回限定盤B（CD＋DVD）      | 34.8萬張  | 1位      |
| 14  | 2023年11月8日                         | 去爱和生活 / MAGIC WORD      | 通常盤（CD）                | 34.8萬張  | 1位      |
| 14  | 2023年11月8日                         | 去爱和生活 / MAGIC WORD      | Dear Tiara盤（CD）          | 34.8萬張  | 1位      |
| 15  | 2024年5月23日                         | halfmoon / moooove!!         | 初回限定盤A（CD＋DVD）      | 30.5萬張  | 1位      |
| 15  | 2024年5月23日                         | halfmoon / moooove!!         | 初回限定盤B（CD＋DVD）      | 30.5萬張  | 1位      |
| 15  | 2024年5月23日                         | halfmoon / moooove!!         | 通常盤（CD）                | 30.5萬張  | 1位      |
| 15  | 2024年5月23日                         | halfmoon / moooove!!         | Dear Tiara盤（CD＋DVD）     | 30.5萬張  | 1位      |
| 16  | 2025年3月12日                         | HEART                        | 初回限定盤A（CD＋DVD）      |           |          |
| 16  | 2025年3月12日                         | HEART                        | 初回限定盤B（CD＋DVD）      |           |          |
| 16  | 2025年3月12日                         | HEART                        | 通常盤（CD）                |           |          |
| 16  | 2025年3月12日                         | HEART                        | Dear Tiara盤（CD＋DVD）     |           |          |
| 16  | 2025年3月12日                         | HEART                        | Dear Tiara盤（CD＋Blu-ray） |           |          |

### 專輯

#### 原創專輯
| 0#0 | 發售日                              | 名稱          | 版本                       | 首週銷量 | 首週排名 |
| --- | ----------------------------------- | ------------- | -------------------------- | -------- | -------- |
| 1   | 2019年6月19日 2019年6月21日（台壓） | King & Prince | 初回限定盤A（CD＋Blu-ray） | 46.8萬張 | 1位      |
| 1   | 2019年6月19日 2019年6月21日（台壓） | King & Prince | 初回限定盤A（CD＋DVD）     | 46.8萬張 | 1位      |
| 1   | 2019年6月19日 2019年6月21日（台壓） | King & Prince | 初回限定盤B（2CD）         | 46.8萬張 | 1位      |
| 1   | 2019年6月19日 2019年6月21日（台壓） | King & Prince | 通常盤（CD）               | 46.8萬張 | 1位      |
| 2   | 2020年9月2日 2020年9月18日（台壓）  | L&            | 初回限定盤A（CD＋DVD）     | 55.5萬張 | 1位      |
| 2   | 2020年9月2日 2020年9月18日（台壓）  | L&            | 初回限定盤B（CD＋DVD）     | 55.5萬張 | 1位      |
| 2   | 2020年9月2日 2020年9月18日（台壓）  | L&            | 通常盤（CD）               | 55.5萬張 | 1位      |
| 3   | 2021年7月21日 2021年8月13日（台壓） | Re:Sense      | 初回限定盤A（CD＋DVD）     | 45.8万張 | 1位      |
| 3   | 2021年7月21日 2021年8月13日（台壓） | Re:Sense      | 初回限定盤B（CD＋DVD）     | 45.8万張 | 1位      |
| 3   | 2021年7月21日 2021年8月13日（台壓） | Re:Sense      | 通常盤（CD）               | 45.8万張 | 1位      |
| 4   | 2022年6月29日 2022年7月29日（台壓） | Made in       | 初回限定盤A（CD＋DVD）     | 48.6萬張 | 1位      |
| 4   | 2022年6月29日 2022年7月29日（台壓） | Made in       | 初回限定盤B（CD＋DVD）     | 48.6萬張 | 1位      |
| 4   | 2022年6月29日 2022年7月29日（台壓） | Made in       | 通常盤（CD）               | 48.6萬張 | 1位      |
| 5   | 2023年8月16日 2023年9月1日（台壓）  | Peace         | 初回限定盤A（CD＋DVD）     | 34.2萬張 | 1位      |
| 5   | 2023年8月16日 2023年9月1日（台壓）  | Peace         | 初回限定盤B（CD+DVD）      | 34.2萬張 | 1位      |
| 5   | 2023年8月16日 2023年9月1日（台壓）  | Peace         | 通常盤（CD）               | 34.2萬張 | 1位      |
| 5   | 2023年8月16日 2023年9月1日（台壓）  | Peace         | Dear Tiara盤（CD+DVD）     | 34.2萬張 | 1位      |
| 6   | 2024年12月11日 2025年1月3日（台壓） | Re:ERA        | 初回限定盤A（CD＋DVD）     | 23.3萬張 | 1位      |
| 6   | 2024年12月11日 2025年1月3日（台壓） | Re:ERA        | 初回限定盤B（CD+DVD）      | 23.3萬張 | 1位      |
| 6   | 2024年12月11日 2025年1月3日（台壓） | Re:ERA        | 通常盤（CD）               | 23.3萬張 | 1位      |
| 6   | 2024年12月11日 2025年1月3日（台壓） | Re:ERA        | Dear Tiara盤（CD）         | 23.3萬張 | 1位      |

#### 精選專輯
| 0#0 | 發售日                             | 名稱 | 版本                    | 首週銷量  | 首週排名 |
| --- | ---------------------------------- | ---- | ----------------------- | --------- | -------- |
| 1   | 2023年4月19日 2023年6月2日（台壓） | Mr.5 | 初回限定盤A（2CD＋DVD） | 120.4萬張 | 1位      |
| 1   | 2023年4月19日 2023年6月2日（台壓） | Mr.5 | 初回限定盤B（2CD＋DVD） | 120.4萬張 | 1位      |
| 1   | 2023年4月19日 2023年6月2日（台壓） | Mr.5 | 通常盤（2CD）           | 120.4萬張 | 1位      |
| 1   | 2023年4月19日 2023年6月2日（台壓） | Mr.5 | Dear Tiara盤（2CD+DVD） | 120.4萬張 | 1位      |

### 影像作品
| 0#0 | 發售日                                | 名稱                                         | 版本                   | 首週銷量                                  | 首週排名                   |
| --- | ------------------------------------- | -------------------------------------------- | ---------------------- | ----------------------------------------- | -------------------------- |
| 1   | 2018年12月12日 2018年12月21日（台壓） | King & Prince First Concert Tour 2018        | 初回限定盤（2Blu-ray） | DVD：11.1萬張 BD：12.2萬張 合計：23.3萬張 | DVD：1位 BD：1位 合計：1位 |
| 1   | 2018年12月12日 2018年12月21日（台壓） | King & Prince First Concert Tour 2018        | 初回限定盤（2DVD）     | DVD：11.1萬張 BD：12.2萬張 合計：23.3萬張 | DVD：1位 BD：1位 合計：1位 |
| 1   | 2018年12月12日 2018年12月21日（台壓） | King & Prince First Concert Tour 2018        | 通常盤（2Blu-ray）     | DVD：11.1萬張 BD：12.2萬張 合計：23.3萬張 | DVD：1位 BD：1位 合計：1位 |
| 1   | 2018年12月12日 2018年12月21日（台壓） | King & Prince First Concert Tour 2018        | 通常盤（2DVD）         | DVD：11.1萬張 BD：12.2萬張 合計：23.3萬張 | DVD：1位 BD：1位 合計：1位 |
| 2   | 2020年1月15日 2020年1月22日（台壓）   | King & Prince CONCERT TOUR 2019              | 初回限定盤（2Blu-ray） | DVD：14.9萬張 BD：16.9萬張 合計：31.8萬張 | DVD：1位 BD：1位 合計：1位 |
| 2   | 2020年1月15日 2020年1月22日（台壓）   | King & Prince CONCERT TOUR 2019              | 初回限定盤（2DVD）     | DVD：14.9萬張 BD：16.9萬張 合計：31.8萬張 | DVD：1位 BD：1位 合計：1位 |
| 2   | 2020年1月15日 2020年1月22日（台壓）   | King & Prince CONCERT TOUR 2019              | 通常盤（2Blu-ray）     | DVD：14.9萬張 BD：16.9萬張 合計：31.8萬張 | DVD：1位 BD：1位 合計：1位 |
| 2   | 2020年1月15日 2020年1月22日（台壓）   | King & Prince CONCERT TOUR 2019              | 通常盤（2DVD）         | DVD：14.9萬張 BD：16.9萬張 合計：31.8萬張 | DVD：1位 BD：1位 合計：1位 |
| 3   | 2021年2月24日 2021年3月19日（台壓）   | King & Prince CONCERT TOUR 2020 〜L&〜       | 初回限定盤（2Blu-ray） | DVD：12.8萬張 BD：16.2萬張 合計：29萬張   | DVD：1位 BD：1位 合計：1位 |
| 3   | 2021年2月24日 2021年3月19日（台壓）   | King & Prince CONCERT TOUR 2020 〜L&〜       | 初回限定盤（2DVD）     | DVD：12.8萬張 BD：16.2萬張 合計：29萬張   | DVD：1位 BD：1位 合計：1位 |
| 3   | 2021年2月24日 2021年3月19日（台壓）   | King & Prince CONCERT TOUR 2020 〜L&〜       | 通常盤（2Blu-ray）     | DVD：12.8萬張 BD：16.2萬張 合計：29萬張   | DVD：1位 BD：1位 合計：1位 |
| 3   | 2021年2月24日 2021年3月19日（台壓）   | King & Prince CONCERT TOUR 2020 〜L&〜       | 通常盤（2DVD）         | DVD：12.8萬張 BD：16.2萬張 合計：29萬張   | DVD：1位 BD：1位 合計：1位 |
| 4   | 2022年1月12日 2022年2月22日（台壓）   | King & Prince CONCERT TOUR 2021 〜Re:Sense〜 | 初回限定盤（2Blu-ray） | DVD：12.9萬張 BD：17.8萬張 合計：30.7萬張 | DVD：1位 BD：1位 合計：1位 |
| 4   | 2022年1月12日 2022年2月22日（台壓）   | King & Prince CONCERT TOUR 2021 〜Re:Sense〜 | 初回限定盤（2DVD）     | DVD：12.9萬張 BD：17.8萬張 合計：30.7萬張 | DVD：1位 BD：1位 合計：1位 |
| 4   | 2022年1月12日 2022年2月22日（台壓）   | King & Prince CONCERT TOUR 2021 〜Re:Sense〜 | 通常盤（2Blu-ray）     | DVD：12.9萬張 BD：17.8萬張 合計：30.7萬張 | DVD：1位 BD：1位 合計：1位 |
| 4   | 2022年1月12日 2022年2月22日（台壓）   | King & Prince CONCERT TOUR 2021 〜Re:Sense〜 | 通常盤（2DVD）         | DVD：12.9萬張 BD：17.8萬張 合計：30.7萬張 | DVD：1位 BD：1位 合計：1位 |
| 5   | 2023年1月18日 2023年4月28日（台壓）   | King & Prince First DOME TOUR 2022 〜Mr.〜   | 初回限定盤（2Blu-ray） | DVD：24.9萬張 BD：37.1萬張 合計：62.0萬張 | DVD：1位 BD：1位 合計：1位 |
| 5   | 2023年1月18日 2023年4月28日（台壓）   | King & Prince First DOME TOUR 2022 〜Mr.〜   | 初回限定盤（3DVD）     | DVD：24.9萬張 BD：37.1萬張 合計：62.0萬張 | DVD：1位 BD：1位 合計：1位 |
| 5   | 2023年1月18日 2023年4月28日（台壓）   | King & Prince First DOME TOUR 2022 〜Mr.〜   | 通常盤（2Blu-ray）     | DVD：24.9萬張 BD：37.1萬張 合計：62.0萬張 | DVD：1位 BD：1位 合計：1位 |
| 5   | 2023年1月18日 2023年4月28日（台壓）   | King & Prince First DOME TOUR 2022 〜Mr.〜   | 通常盤（3DVD）         | DVD：24.9萬張 BD：37.1萬張 合計：62.0萬張 | DVD：1位 BD：1位 合計：1位 |
| 6   | 2023年3月22日 2023年9月8日（台壓）    | King & Prince ARENA TOUR 2022 〜Made in〜    | 初回限定盤（2Blu-ray） | DVD：20.5萬張 BD：32.3萬張 合計：52.8萬張 | DVD：1位 BD：1位 合計：1位 |
| 6   | 2023年3月22日 2023年9月8日（台壓）    | King & Prince ARENA TOUR 2022 〜Made in〜    | 初回限定盤（3DVD）     | DVD：20.5萬張 BD：32.3萬張 合計：52.8萬張 | DVD：1位 BD：1位 合計：1位 |
| 6   | 2023年3月22日 2023年9月8日（台壓）    | King & Prince ARENA TOUR 2022 〜Made in〜    | 通常盤（2Blu-ray）     | DVD：20.5萬張 BD：32.3萬張 合計：52.8萬張 | DVD：1位 BD：1位 合計：1位 |
| 6   | 2023年3月22日 2023年9月8日（台壓）    | King & Prince ARENA TOUR 2022 〜Made in〜    | 通常盤（2DVD）         | DVD：20.5萬張 BD：32.3萬張 合計：52.8萬張 | DVD：1位 BD：1位 合計：1位 |
| 7   | 2024年3月13日                         | King & Prince LIVE TOUR 2023 〜Peace〜       | 初回限定盤（2Blu-ray） | DVD：5.9萬張 BD：9.9萬張 合計：15.8萬張   | DVD：1位 BD：1位 合計：1位 |
| 7   | 2024年3月13日                         | King & Prince LIVE TOUR 2023 〜Peace〜       | 初回限定盤（3DVD）     | DVD：5.9萬張 BD：9.9萬張 合計：15.8萬張   | DVD：1位 BD：1位 合計：1位 |
| 7   | 2024年3月13日                         | King & Prince LIVE TOUR 2023 〜Peace〜       | 通常盤（2Blu-ray）     | DVD：5.9萬張 BD：9.9萬張 合計：15.8萬張   | DVD：1位 BD：1位 合計：1位 |
| 7   | 2024年3月13日                         | King & Prince LIVE TOUR 2023 〜Peace〜       | 通常盤（3DVD）         | DVD：5.9萬張 BD：9.9萬張 合計：15.8萬張   | DVD：1位 BD：1位 合計：1位 |

### 原創歌曲
- 以Mr.KING名義
  - 情熱の色－JASRAC編號：215-6921-5
  - Beautiful world－JASRAC編號：231-3342-2

- 以Prince名義
  - For the Glory－JASRAC編號：221-8590-9

- 以King & Prince名義
  - We are King & Prince－JASRAC編號：1M3-2173-4

### 商業合作
| 歌曲名稱              | 合作項目                                                                 |
| --------------------- | ------------------------------------------------------------------------ |
| シンデレラガール      | TBS電視台電視劇『花過天晴～花樣男子 Next Season～』的主題曲              |
| High On Love!         | 電影『我的傲嬌男友』的主題曲                                             |
| Memorial              | 日本電視台電視劇『一定要喜歡社團活動嗎？』的主題曲                       |
| 風に乗れ              | Benesse『補習班 小學講座・中學講座・高校講座』的廣告歌曲                 |
| 君を待ってる          | UHA味覺糖『ぷっちょ』的廣告歌曲 Yahoo! Japan『Yahoo!きせかえ』的廣告歌曲 |
| 君に ありがとう       | 電影『我家執事如是說 菜鳥主僕推理事件簿』的主題曲                        |
| Sha-la-laハジけるLove | 大塚食品『維他命碳酸 MATCH』的廣告歌曲                                   |
| マホロバ              | UHA味覺糖『Sozaiのまんま コロッケのまんま』的廣告歌曲                    |
| Super Duper Crazy     | Benesse『補習班 小學講座・中學講座』的廣告歌曲                           |
| koi-wazurai           | 電影『輝夜姬想讓人告白～天才們的戀愛頭腦戰～』的主題曲                   |
| Winter Love Story     | 7-Eleven『2019聖誕』的廣告歌曲                                           |
| Mazy Night            | 日本電視台電視劇『未滿警察』的主題曲                                     |
| Full Time Lover       | UHA味覺糖『Sozaiのまんま コロッケのまんま』的廣告歌曲                    |
| Key of Heart          | 電影『飆速宅男』的主題曲                                                 |
| I promise             | 7-Eleven『2020聖誕』的廣告歌曲                                           |
| Beating Hearts        | UHA味覺糖『ぷっちょ』的廣告歌曲                                          |
| 恋降る月夜に君想ふ    | 電影『輝夜姬想讓人告白～天才們的戀愛頭腦戰～Final』的主題曲              |
| You are my hero       | 7-Eleven『2021聖誕』的廣告歌曲                                           |
| Lovin' you            | KOSÉ『Je l'aime』的廣告歌曲                                              |
| 踊るように人生を。    | 日本電視台電視劇『接待員JOE』的主題曲                                    |
| TraceTrace            | 日本電視台電視劇『新・信長公記～同班同學是戰國武將』的主題曲             |
| ツキヨミ              | TBS電視台電視劇『詐欺獵人』的主題曲                                      |
| 彩り                  | 朝日電視台電視劇『Boyfriend降臨！』的主題曲                              |
| 君とメリークリスマス  | 7-Eleven『2022聖誕』的廣告歌曲                                           |
| We are young          | 日本電視台電視劇『喜歡喜愛汪汪！』的主題曲                               |
| Life goes on          | TBS電視台電視劇『黃昏下牽起手』的片尾曲                                  |
| Rainbow               | UHA味覺糖『ぷっちょ』2023年春的廣告歌曲                                  |
| 何者                  | 日本電視台電視劇『但是，還保有熱情』的主題曲（#8-）                      |
| 愛し生きること        | 電影『法庭遊戲』的主題曲                                                 |
| MAGIC WORD            | 朝日電視台電視劇『今天開始當殺手』的主題曲                               |
| One Sided Love        | 健榮製藥「ヒルマイルド」廣告歌曲                                         |
| moooove!!             | 東京電視台電視劇『95』的主題曲                                           |
| halfmoon              | 朝日電視台電視劇『東京鐵塔』的主題曲                                     |
| I Will...             | 健榮製藥「ヒルマイルド」廣告歌曲                                         |
| HEART                 | 關西電視台・富士電視台電視劇『和富家少爺的戀愛太難了』的主題曲           |
| I Know                | TBS電視台電視劇『DOPE 麻藥取締部特搜課』的插曲                           |

### 音樂錄影帶
| 收錄作品                        | 歌曲名稱                        | 音樂影片 | 舞蹈影片      |
| ------------------------------- | ------------------------------- | -------- | ------------- |
| シンデレラガール                | シンデレラガール                | [ 43 ]   |               |
| Memorial                        | Memorial                        | [ 44 ]   |               |
| 君を待ってる                    | 君を待ってる                    | [ 45 ]   |               |
| King & Prince                   | Naughty Girl                    | [ 46 ]   |               |
| koi-wazurai                     | koi-wazurai                     | [ 47 ]   |               |
| Mazy Night                      | Mazy Night                      | [ 48 ]   |               |
| L&                              | &LOVE                           | [ 49 ]   |               |
| L&                              | Bounce                          |          | [ 50 ]        |
| I promise                       | I promise                       | [ 51 ]   | [ 52 ]        |
| Magic Touch / Beating Hearts    | Magic Touch                     | [ 53 ]   | [ 54 ] [ 55 ] |
| Magic Touch / Beating Hearts    | Beating Hearts                  | [ 56 ]   |               |
| Re:Sense                        | 僕らのGreat Journey             | [ 57 ]   |               |
| Re:Sense                        | Namae Oshiete                   | [ 58 ]   | [ 59 ] [ 60 ] |
| 恋降る月夜に君想ふ              | 恋降る月夜に君想ふ              | [ 61 ]   | [ 62 ]        |
| 恋降る月夜に君想ふ              | You are my hero                 | [ 63 ]   |               |
| 恋降る月夜に君想ふ              | NANANA                          |          | [ 64 ]        |
| Lovin' you / 踊るように人生を。 | Lovin' you                      | [ 65 ]   |               |
| Lovin' you / 踊るように人生を。 | 踊るように人生を。              | [ 66 ]   |               |
| Made in                         | ichiban                         | [ 67 ]   | [ 68 ] [ 69 ] |
| Made in                         | Dream in                        | [ 70 ]   |               |
| TraceTrace                      | TraceTrace                      | [ 71 ]   | [ 72 ] [ 73 ] |
| ツキヨミ / 彩り                 | ツキヨミ                        | [ 74 ]   |               |
| ツキヨミ / 彩り                 | 彩り                            | [ 75 ]   |               |
| Life goes on / We are young     | Life goes on                    | [ 76 ]   |               |
| Life goes on / We are young     | We are young                    | [ 77 ]   |               |
| Mr.5                            | シンデレラガール 2023           | [ 78 ]   |               |
| Mr.5                            | King & Prince, Queen & Princess | [ 79 ]   |               |
| なにもの                        | なにもの                        | [ 80 ]   |               |
| Peace                           | My Love Song                    | [ 81 ]   |               |
| 愛し生きること / MAGIC WORD     | 愛し生きること                  | [ 82 ]   |               |

## 出演

### 舞台劇
- JOHNNYS' 銀座2015－平野紫耀、永瀬廉、高橋海人、岩橋玄樹、神宮寺勇太、岸優太（全員座長） [83]
（2015年4月24日 － 26日・5月30日 － 6月1日、創新劇院）
- JOHNNYS' World－Mr.KING [84]
（2015年12月11日 － 2016年1月27日，帝國劇場）
- JOHNNYS' 銀座 2016－Prince [85]
（2016年5月12日 － 15日，創新劇院）
- JOHNNYS' Future WORLD from帝劇to博多－平野紫耀（座長）※博多座最年少座長（19歲）、Prince [86]
（2016年9月19日 － 30日，博多座）
- JOHNNYS' Future WORLD－平野紫耀（座長）※梅田芸術劇場最年少座長（19歲）、Prince [87]
（2016年10月8日－25日，梅田芸術劇場）
- JOHNNYS' ALL STARS IsLAND－Mr.KING、Prince [88]
（2016年12月3日 － 2017年1月，帝國劇場）
- JOHNNYS' YOU&ME IsLAND－Mr.KING、Prince [89]
（2017年9月6日 － 30日，帝國劇場）
- JOHNNYS' Happy New Year IsLAND－Mr.KING、Prince [90]
（2018年1月1日 － 27日，帝國劇場）
- JOHNNYS' King＆Prince IsLAND－King＆Prince（主演）[91]
（2018年12月6日 － 2019年1月27日，帝國劇場）
- DREAM BOYS－岸優太（座長）、神宮寺勇太 [92]
（2019年9月3日 － 2019年9月27日，帝國劇場）
- JOHNNYS' IsLAND－平野紫耀、永瀬廉、高橋海人 [93]
（2019年12月8日 － 2020年1月27日，帝國劇場）

### 活動
- 朝日電視台．六本木新城夏季慶典 SUMMER STATION 開幕前活動（2015年7月16日，66 Plaza）－Mr.KING、Prince
- 「東京巨蛋全員集合」謝謝大家！傑尼斯棒球大會（2016年4月13日，東京巨蛋）－Mr.KING、Prince
- 朝日電視台．六本木新城夏季慶典 SUMMER STATION 開幕前活動（2016年7月14日，朝日電視台7F露台）－Mr.KING
- 傑尼斯大運動會 2017（2017年4月16日，東京巨蛋）－Mr.KING、Prince
- 朝日電視台．六本木新城夏季慶典 SUMMER STATION 開幕前擊掌活動（2017年7月13日，六本木之丘廣場）－Mr.KING

### 冠名節目
- ジャニーズバーサス!Youたちクイズしちゃいなよ!（2015年8月7日，朝日電視台）
- イマドキ男子冒険バラエティ 真夜中のプリンス（2016年4月10日－2018年4月1日，朝日電視台）－Prince
- Mr.KING VS MissQUEENの青春ダンス!（2016年11月26日，TBS電視台）－Mr.KING
- KING ステーション（2017年7月1日 － 8月26日，朝日電視台）－Mr.KING
- ジャニーズJr.dex（2017年10月22日 － 2018年3月4日，富士電視台）
- ZIP! 冠名環節（日本電視台）
  - 「King & Prince GINZA DEBUT!」（2018年4月9日 － 7月6日）
  - 「DESHIIRI King & Prince」（2018年7月9日 － 2019年3月29日）
  - 「King & Prince MEDAL RUSH」（2019年4月1日 － 2020年7月31日）
  - 「解決！King & Prince」（2020年8月31日 － 2022年3月28日）
- King & Princeる。（日语：King & Princeる。）（日本電視台、Hulu）
  - 第一期（2021年5月23日，關東地區放送）
  - 新年特輯（2022年1月1日，全國放送）
  - 常規放送（2022年1月16日 － 2023年5月13日，關東地區放送）
  - 黃金時段2小時特輯（2023年5月20日）
- キントレ（2023年7月1日－，日本電視台〔關東地區放送〕）

### 電視節目
- TOKIOカケル（2018年1月17日，富士電視台）
- VS嵐（2018年5月17日，富士電視台）
- 嵐的大挑戰（2018年9月29日，日本電視台）
- RIDE ON TIME：時間編織的真實故事（2018年10月6日 － 10月27日、2019年2月2日，富士電視台）
- 真的假的！？TV（2018年10月10日，富士電視台）
- 明石家紅白!（2018年12月22日，NHK）
- 閒聊007（2019年3月25日、2021年8月16日，日本電視台）
- 踊る！さんま御殿!!（2019年6月11日，日本電視台）
- RIDE ON TIME：時間編織的真實故事 Season2（2019年10月19日 － 11月2日、2020年1月25日，富士電視台]）
- ザ少年倶楽部プレミアム（2021年5月21日，NHK）
- 1億人的大質問!?忍氣吞笑!（日语：1億人の大質問!?笑ってコラえて!）（2021年8月11日，日本電視台）
- 1億3000萬人的SHOW CHANNEL（日语：1億3000万人のSHOWチャンネル）（2021年8月14日，日本電視台）
- 超人氣法律諮詢事務所（2021年8月15日，日本電視台）
- 24小時電視 「愛心救地球」（2021年8月21、22日，日本電視台）

- NHK紅白歌合戰（NHK）

| 次數 | 年份   | 屆數   | 表演曲目                             | 備註               |
| ---- | ------ | ------ | ------------------------------------ | ------------------ |
| 1    | 2018年 | 第69回 | Cinderella Girl                      |                    |
| 2    | 2019年 | 第70回 | Cinderella Girl、愛太難              |                    |
| 3    | 2020年 | 第71回 | I promise、When You Wish Upon a Star | 開場、參與特別企劃 |
| 4    | 2021年 | 第72回 | 在戀愛月夜想你                       |                    |
| 5    | 2022年 | 第73回 | ichiban                              |                    |

### 廣告
- コロプラ
  - 「ディズニー ツムツムランド」（2018年4月－11月）

- UHA味覺糖
  - 「ぷっちょ」（2019年3月－）
  - 「Sozaiのまんま コロッケのまんま」（2019年5月6日－2019年5月19日、2020年7月18日－）

- Yahoo! JAPAN
  - 「Yahoo!きせかえ」（2019年3月－9月）
  - 「Yahoo!検索」（2019年8月）

- 7-Eleven
  - 「クリスマスキャンペーン 2019」（2019年11月－12月）
  - 「Happy Home Christmas! 7-Eleven × King & Prince」（2020年11月－12月）
  - 「Enjoy Colorful Christmas! 7-Eleven × King & Prince」（2021年11月－12月）

- 任天堂
  - 「ミートピア」（2021年4月－）
  - 「マリオパーティ スーパースターズ」（2021年10月－）

- 本田汽車
  - 「Hondaハート」（2021年11月－）

## 演唱會

### 聯合演唱會
| 年份   | 會場                                        | 名稱                                            | 備註            |
| ------ | ------------------------------------------- | ----------------------------------------------- | --------------- |
| 2015年 | 07月18日 － 08月20日 六本木EX Theater       | 我武者羅！Summer Station                        |                 |
| 2016年 | 07月20日 － 08月28日 六本木EX Theater       | Summer Station Johnny's KING                    | Mr.KING、Prince |
| 2017年 | 03月24日 － 03月26日 橫濱體育館             | 小傑尼斯慶典                                    | Mr.KING、Prince |
| 2017年 | 04月08日 － 04月09日 埼玉超級競技場         | 小傑尼斯慶典                                    | Mr.KING、Prince |
| 2017年 | 05月03日 大阪城展演廳                       | 小傑尼斯慶典                                    | Mr.KING、Prince |
| 2017年 | 07月20日 － 07月26日 六本木EX Theater       | Summer Station～你們～KING'S TREASURE           | Mr.KING         |
| 2017年 | 07月27日 － 07月30日 六本木EX Theater       | Summer Station～你們～KING'S TREASURE           | Prince          |
| 2017年 | 08月22日 － 08月27日 六本木EX Theater       | Summer Station～你們～KING'S TREASURE           | Mr.KING、Prince |
| 2017年 | 10月14日－10月22日 台場灣岸工作室特別會場   | 台場登陸 週末的遊樂場                           | Mr.KING         |
| 2017年 | 10月28日、10月29日 台場灣岸工作室特別會場   | 台場登陸 週末的遊樂場                           | Prince          |
| 2017年 | 12月26日－12月29日 品川Prince Hotel Club eX | My Princess Your Prince                         | Prince          |
| 2020年 | 03月30日 Johnny's official YouTube Channel  | Johnny's World Happy LIVE with YOU              |                 |
| 2020年 | 06月16日 － 06月23日 Johnny's net online    | Johnny's World Happy LIVE with YOU              |                 |
| 2021年 | 12月30日 東京巨蛋                           | Johnny's Festival 〜Thank you 2021 Hello 2022〜 |                 |

### 單獨演唱會
| 年份                                                    | 會場                                                    | 規模                                  | 備註 |
| King & Prince First Concert Tour 2018                   | King & Prince First Concert Tour 2018                   | King & Prince First Concert Tour 2018 | King & Prince First Concert Tour 2018 |
| ------------------------------------------------------- | ------------------------------------------------------- | ------------------------------------- | --- |
| 2018年                                                  | 08月10日 － 08月12日 橫濱體育館                         | 5城市 21場公演                        | 首次全國巡迴演唱會。成員和工作人員決定巡演方向，並由社長強尼・喜多川提供建議。 |
| 2018年                                                  | 08月17日 － 08月19日 大阪城音樂廳                       | 5城市 21場公演                        | 首次全國巡迴演唱會。成員和工作人員決定巡演方向，並由社長強尼・喜多川提供建議。 |
| 2018年                                                  | 08月23日 － 08月25日 名古屋市綜合體育館                 | 5城市 21場公演                        | 首次全國巡迴演唱會。成員和工作人員決定巡演方向，並由社長強尼・喜多川提供建議。 |
| 2018年                                                  | 08月29日 － 08月30日 福岡MARINE MESSE                   | 5城市 21場公演                        | 首次全國巡迴演唱會。成員和工作人員決定巡演方向，並由社長強尼・喜多川提供建議。 |
| 2018年                                                  | 09月21日 － 09月22日 宮城縣綜合運動公園綜合體育館       | 5城市 21場公演                        | 首次全國巡迴演唱會。成員和工作人員決定巡演方向，並由社長強尼・喜多川提供建議。 |
| King & Prince CONCERT TOUR 2019                         |                                                         |                                       | |
| 2019年                                                  | 07月19日 － 07月21日 橫濱體育館                         | 7城市 32場公演                        | 巡演主題是「王子的兩面性」，在表演中同時展示了成員們「閃閃發光」和「優雅、成熟、性感」的面貌。巡演的另一主題為「花」，高橋海人以成員的誕生花繪製了巡演的標誌，並與神宮寺勇太首次參與舞台製作，利用大量櫻花花瓣紙屑呈現出夢幻的舞台效果。 |
| 2019年                                                  | 07月26日 － 07月28日 名古屋市國際展示場                 | 7城市 32場公演                        | 巡演主題是「王子的兩面性」，在表演中同時展示了成員們「閃閃發光」和「優雅、成熟、性感」的面貌。巡演的另一主題為「花」，高橋海人以成員的誕生花繪製了巡演的標誌，並與神宮寺勇太首次參與舞台製作，利用大量櫻花花瓣紙屑呈現出夢幻的舞台效果。 |
| 2019年                                                  | 08月03日、08月04日 大阪城音樂廳                         | 7城市 32場公演                        | 巡演主題是「王子的兩面性」，在表演中同時展示了成員們「閃閃發光」和「優雅、成熟、性感」的面貌。巡演的另一主題為「花」，高橋海人以成員的誕生花繪製了巡演的標誌，並與神宮寺勇太首次參與舞台製作，利用大量櫻花花瓣紙屑呈現出夢幻的舞台效果。 |
| 2019年                                                  | 08月10日 － 08月11日 福岡MARINE MESSE                   | 7城市 32場公演                        | 巡演主題是「王子的兩面性」，在表演中同時展示了成員們「閃閃發光」和「優雅、成熟、性感」的面貌。巡演的另一主題為「花」，高橋海人以成員的誕生花繪製了巡演的標誌，並與神宮寺勇太首次參與舞台製作，利用大量櫻花花瓣紙屑呈現出夢幻的舞台效果。 |
| 2019年                                                  | 08月24日 － 08月25日 真駒内屋内競技場                   | 7城市 32場公演                        | 巡演主題是「王子的兩面性」，在表演中同時展示了成員們「閃閃發光」和「優雅、成熟、性感」的面貌。巡演的另一主題為「花」，高橋海人以成員的誕生花繪製了巡演的標誌，並與神宮寺勇太首次參與舞台製作，利用大量櫻花花瓣紙屑呈現出夢幻的舞台效果。 |
| 2019年                                                  | 09月28日 － 09月29日 宮城縣綜合運動公園綜合體育館       | 7城市 32場公演                        | 巡演主題是「王子的兩面性」，在表演中同時展示了成員們「閃閃發光」和「優雅、成熟、性感」的面貌。巡演的另一主題為「花」，高橋海人以成員的誕生花繪製了巡演的標誌，並與神宮寺勇太首次參與舞台製作，利用大量櫻花花瓣紙屑呈現出夢幻的舞台效果。 |
| 2019年                                                  | 10月19日－10月20日 朱鷺MESSE                            | 7城市 32場公演                        | 巡演主題是「王子的兩面性」，在表演中同時展示了成員們「閃閃發光」和「優雅、成熟、性感」的面貌。巡演的另一主題為「花」，高橋海人以成員的誕生花繪製了巡演的標誌，並與神宮寺勇太首次參與舞台製作，利用大量櫻花花瓣紙屑呈現出夢幻的舞台效果。 |
| King & Prince CONCERT TOUR 2020 〜L&〜                  |                                                         |                                       | |
| 2020年                                                  | 10月09日 － 10月11日 Johnny's net online                | 5場公演                               | 2020年7月22日宣佈巡演將包括9個城市的39場公演，但因2019冠狀病毒病疫情嚴峻，8月20日宣佈所有巡演中止，改為舉行線上演唱會。 |
| King & Prince CONCERT TOUR 2021 〜Re:Sense〜            |                                                         |                                       | |
| 2021年                                                  | 07月25日 － 07月27日 大阪城音樂廳                       | 5城市 28場公演                        | 睽違兩年的有觀眾表演。 |
| 2021年                                                  | 08月11日 － 08月15日 橫濱體育館                         | 5城市 28場公演                        | 睽違兩年的有觀眾表演。 |
| 2021年                                                  | 08月25日 － 08月26日 名古屋市綜合體育館                 | 5城市 28場公演                        | 睽違兩年的有觀眾表演。 |
| 2021年                                                  | 09月11日 － 09月12日 宮城縣綜合運動公園綜合體育館       | 5城市 28場公演                        | 睽違兩年的有觀眾表演。 |
| 2021年                                                  | 09月17日 － 09月19日 真駒内屋内競技場                   | 5城市 28場公演                        | 睽違兩年的有觀眾表演。 |
| King & Prince First DOME TOUR 2022 〜Mr.〜              |                                                         |                                       | |
| 2022年                                                  | 04月02日 － 04月03日 福岡PayPay巨蛋                     | 4城市 10場公演                        | 首次巨蛋巡演。 |
| 2022年                                                  | 04月08日 － 04月10日 京瓷巨蛋大阪                       | 4城市 10場公演                        | 首次巨蛋巡演。 |
| 2022年                                                  | 04月16日 － 04月18日 東京巨蛋                           | 4城市 10場公演                        | 首次巨蛋巡演。 |
| 2022年                                                  | 05月14日 － 05月15日 名古屋巨蛋                         | 4城市 10場公演                        | 首次巨蛋巡演。 |
| King & Prince ARENA TOUR 2022 〜Made in〜               |                                                         |                                       | |
| 2022年                                                  | 07月30日 － 07月31日 靜岡ECOPA ARENA                    | 7城市 33場公演                        | 8月6日舞台的器材因接觸不良發生火災，使得下場公演中止。 |
| 2022年                                                  | 08月06日 － 08月07日 北海道立綜合體育中心               | 7城市 33場公演                        | 8月6日舞台的器材因接觸不良發生火災，使得下場公演中止。 |
| 2022年                                                  | 08月19日 － 08月21日 大阪城音樂廳                       | 7城市 33場公演                        | 8月6日舞台的器材因接觸不良發生火災，使得下場公演中止。 |
| 2022年                                                  | 09月16日 － 09月19日 橫濱體育館                         | 7城市 33場公演                        | 8月6日舞台的器材因接觸不良發生火災，使得下場公演中止。 |
| 2022年                                                  | 10月01日、10月02日 宮城縣綜合運動公園綜合體育館         | 7城市 33場公演                        | 8月6日舞台的器材因接觸不良發生火災，使得下場公演中止。 |
| 2022年                                                  | 10月06日 － 10月08日 名古屋市綜合體育館                 | 7城市 33場公演                        | 8月6日舞台的器材因接觸不良發生火災，使得下場公演中止。 |
| 2022年                                                  | 10月15日、10月16日 福岡MARINE MESSE                     | 7城市 33場公演                        | 8月6日舞台的器材因接觸不良發生火災，使得下場公演中止。 |
| 2022年                                                  | 10月20日 真駒內屋內競技場 （8月6日18:00晚場的改期公演） | 7城市 33場公演                        | 8月6日舞台的器材因接觸不良發生火災，使得下場公演中止。 |
| King & Prince FAN MEETING 「King & Princeとうちあわせ」 |                                                         |                                       | |
| 2023年                                                  | 07月02日 有明體育館                                     | 1城市 2場公演                         | King & Prince首次FAN MEETING也是二人體制後首次與粉絲活動。 只有第13張單曲《なにもの》Dear Tiara盤的購買者能申請。 |
| King & Prince LIVE TOUR 2023 〜Peace〜                  |                                                         |                                       | |
| 2023年                                                  | 08月27日 宮城縣綜合運動公園綜合體育館                   | 7城市 24場公演                        | |
| 2023年                                                  | 09月30日 － 10月01日 真駒內屋內競技場                   | 7城市 24場公演                        | |
| 2023年                                                  | 10月10日 － 10月11日 福岡MARINE MESSE                   | 7城市 24場公演                        | |
| 2023年                                                  | 10月20日 － 10月22日 橫濱K體育館                        | 7城市 24場公演                        | |
| 2023年                                                  | 10月28日 － 10月29日 朱鷺MESSE                          | 7城市 24場公演                        | |
| 2023年                                                  | 12月01日 － 12月03日 大阪市中央體育館                   | 7城市 24場公演                        | |
| 2023年                                                  | 12月09日 － 12月10日 愛知縣國際展示場                   | 7城市 24場公演                        | |
| King & Prince LIVE TOUR 24-25 〜Re:ERA〜                |                                                         |                                       | |
| 2024年 - 2025年                                         | 10月26日 － 10月27日 Lala Arena東京灣                   | 9城市 29場公演                        | |
| 2024年 - 2025年                                         | 11月09日 － 11月10日 ポートMESSE名古屋 第1展示館        | 9城市 29場公演                        | |
| 2024年 - 2025年                                         | 11月23日 － 11月24日 靜岡體育館                         | 9城市 29場公演                        | |
| 2024年 - 2025年                                         | 11月30日 － 12月01日 廣島縣立綜合體育館                 | 9城市 29場公演                        | |
| 2024年 - 2025年                                         | 12月07日 － 12月08日 朱鷺MESSE                          | 9城市 29場公演                        | |
| 2024年 - 2025年                                         | 01月18日 － 01月19日 宮城縣綜合運動公園綜合體育館       | 9城市 29場公演                        | |
| 2024年 - 2025年                                         | 01月24日 － 01月26日 大阪市中央體育館                   | 9城市 29場公演                        | |
| 2024年 - 2025年                                         | 02月08日 － 02月09日 福岡MARINE MESSE                   | 9城市 29場公演                        | |
| 2024年 - 2025年                                         | 02月15日 － 02月16日 北海道立綜合體育中心               | 9城市 29場公演                        | |
| King & Prince LIVE TOUR 24-25 ～Re:ERA～ in DOME        |                                                         |                                       | |
| 2025年                                                  | 05月10日 － 05月11日 瑞穗PayPay巨蛋福岡                 | 3城市 8場公演                         | |
| 2025年                                                  | 07月10日 － 07月12日 東京巨蛋                           | 3城市 8場公演                         | |
| 2025年                                                  | 07月19日 － 07月21日 京瓷巨蛋大阪                       | 3城市 8場公演                         | |

## 書籍

### 寫真集
- DREAM KINGDOM（2016年8月31日發售，集英社）－ Mr.KING
- Prince Prince Prince（2017年11月28日發售，WANI BOOKS）－ Prince

### 年曆
- King & Princeカレンダー2019.4→2020.3（2019年3月8日發售，新潮社）
- King & Princeカレンダー2020.4→2021.3（2020年3月6日發售，新潮社）
- King & Prince 2021.4－2022.3 ジャニーズ公式カレンダー（2021年3月5日發售，講談社）
- King & Princeカレンダー2022.4→2023.3（2022年3月4日發售，集英社）
- King & Princeカレンダー2023.4→2024.3（2023年3月9日發售，MAGAZINE HOUSE）

### 雜誌連載
- 集英社『Myojo』「Kira&Para ドリームランド」（2018年5月号 － 2019年9月號）
- 集英社『Myojo』「きまぐれParfait」（2019年10月號 － ）
- 集英社『non-no』「&（アンド）」（2021年8月號 － ）
- 学研プラス『POTATO』「とれたてKing & Prince」（2018年10月號 － ）

## 獎項
| 年份   | 大賞名稱              | 獎項                                                      | 備註                  |
| ------ | --------------------- | --------------------------------------------------------- | --------------------- |
| 2018年 | Yahoo！搜尋大賞       | 偶像部門獎                                                |                       |
| 2018年 | Yahoo！搜尋大賞       | 大賞（人物部門）                                          |                       |
| 2018年 | 第33屆 日本金唱片大獎 | 年度新人獎                                                |                       |
| 2019年 | 第34屆 日本金唱片大獎 | 最佳5張專輯獎 －《King & Prince》                         |                       |
| 2019年 | GQ MEN OF THE YEAR    | 年度流行偶像獎                                            | ※首個獲獎的傑尼斯組合 |
| 2020年 | 第35屆 日本金唱片大獎 | 最佳5張專輯獎 －《L&》                                    |                       |
| 2020年 | 第35屆 日本金唱片大獎 | 最佳3張音樂錄影帶獎 －《King & Prince CONCERT TOUR 2019》 |                       |
| 2021年 | with OL大賞           | 年度大賞                                                  |                       |
| 2021年 | with OL大賞           | 最想一起工作組合獎                                        |                       |
| 2021年 | #Twitter趨勢大賞      | 急速上昇帳號部門獎                                        |                       |
| 2021年 | 第36屆 日本金唱片大獎 | 最佳５張專輯獎 －《Re:Sense》                             |                       |

### 出典
1. ↑  . sina NEWS. 新浪网. 2018-01-18  [2018-01-17]. （原始内容存档于2019-08-11）.
2. ↑  . ORICON NEWS. オリコン. 2018-01-17  [2018-01-17]. （原始内容存档于2018-01-17）.
3. ↑  . nikkansports.com. 日刊スポーツ. 2019-07-11  [2019-07-11]. （原始内容存档于2021-01-14）.
4. ↑  . 富士电视台.   [2024-10-10]. （原始内容存档于2021-01-14）.
5. ↑  . 富士电视台.   [2024-10-10]. （原始内容存档于2021-01-14）.
6. ↑  ジャニーズJr.カレンダーRED 2018/4 - 2019/3 ＜付録＞カレンダー付きジャニーズJr.DATA BOOK (p.34)
7. ↑  .   [2024-10-10]. （原始内容存档于2022-11-19）.
8. ↑  . MYNAVI NEWS. オマイナビニュース. 2018-12-26  [2018-12-26]. （原始内容存档于2021-01-14）.
9. ↑  . スポーツ報知. 2021-03-29  [2021-04-01]. （原始内容存档于2021-03-29） （日语）.
10. ↑  . ORICON NEWS. オリコン. 2018-01-17  [2018-01-17]. （原始内容存档于2021-01-16）.
11. ↑  . MANTANWEB. 2018-06-05  [2018-06-05]. （原始内容存档于2021-01-14）.
12. ↑  . Johnny & Associates. 2022-01-28  [2022-02-09]. （原始内容存档于2022-04-05） （日语）.
13. ↑  . Johnny & Associates. 2022-02-08  [2022-02-09]. （原始内容存档于2022-04-06） （日语）.
14. ↑  . ORICON NEWS. 2022-02-15  [2022-04-14]. （原始内容存档于2022-03-11） （日语）.
15. ↑  . ORICON NEWS. 2022-05-23  [2022-05-23]. （原始内容存档于2022-06-25） （日语）.
16. ↑  . modelpress. 2022-11-04  [2022-11-04]. （原始内容存档于2022-11-20） （日语）.
17. ↑  .   [2021-07-28]. （原始内容存档于2021-07-27）.
18. ↑  . ORICON NEWS (oricon ME). 2022-07-05  [2022-07-11]. （原始内容存档于2022-07-12） （日语）.
19. ↑  . ORICON NEWS (oricon ME). 2022-04-25  [2022-04-25]. （原始内容存档于2023-05-01） （日语）.
20. ↑  . ORICON NEWS. オリコン. 2019-06-19  [2018-12-12]. （原始内容存档于2021-01-14）.
21. ↑  . ORICON NEWS. オリコン. 2018-12-20  [2018-12-12]. （原始内容存档于2021-01-14）.
22. 1 2 3 4 5 6 7 8  . UNIVERSAL MUSIC JAPAN. ユニバーサル ミュージック合同会社.   [2021-11-04]. （原始内容存档于2021-02-03）.
23. ↑  . UNIVERSAL MUSIC JAPAN. ユニバーサル ミュージック合同会社.   [2021-11-04]. （原始内容存档于2021-02-13）.
24. ↑  . UNIVERSAL MUSIC JAPAN. ユニバーサル ミュージック合同会社.   [2021-11-04]. （原始内容存档于2021-02-14）.
25. 1 2 3  . UNIVERSAL MUSIC JAPAN. ユニバーサル ミュージック合同会社.   [2021-11-04]. （原始内容存档于2020-10-31）.
26. ↑  . UNIVERSAL MUSIC JAPAN. ユニバーサル ミュージック合同会社.   [2021-11-04]. （原始内容存档于2022-04-05）.
27. ↑  . UNIVERSAL MUSIC JAPAN. ユニバーサル ミュージック合同会社.   [2021-11-04]. （原始内容存档于2022-04-11）.
28. 1 2  . UNIVERSAL MUSIC JAPAN. ユニバーサル ミュージック合同会社.   [2021-11-04]. （原始内容存档于2022-04-09）.
29. 1 2  . UNIVERSAL MUSIC JAPAN. ユニバーサル ミュージック合同会社.   [2021-11-04]. （原始内容存档于2022-04-10）.
30. 1 2  . UNIVERSAL MUSIC JAPAN. ユニバーサル ミュージック合同会社.   [2022-02-15]. （原始内容存档于2022-04-09）.
31. ↑  . UNIVERSAL MUSIC JAPAN. ユニバーサル ミュージック合同会社.   [2022-09-20]. （原始内容存档于2022-10-03）.
32. 1 2  . UNIVERSAL MUSIC JAPAN. ユニバーサル ミュージック合同会社.   [2022-09-20]. （原始内容存档于2022-11-08）.
33. ↑  . UNIVERSAL MUSIC JAPAN. ユニバーサルミュージック合同会社. 2022-10-14  [2023-01-17]. （原始内容存档于2022-10-17）.
34. ↑  . ORICON NEWS. 2022-12-20  [2023-01-17]. （原始内容存档于2022-12-20）.
35. ↑  . ORICON NEWS. 2023-01-17  [2023-01-17]. （原始内容存档于2023-01-20）.
36. ↑  . Music Natalie. 2023-05-24  [2023-05-24]. （原始内容存档于2023-05-30）.
37. ↑  . Music Natalie. 2023-10-01  [2023-10-02]. （原始内容存档于2023-11-07）.
38. ↑  . Music Natalie. 2023-10-06  [2023-10-06]. （原始内容存档于2023-10-11） （日语）.
39. ↑  . Music Natalie. 2024-03-26  [2024-03-26]. （原始内容存档于2024-04-02） （日语）.
40. ↑  . ORICON NEWS. 2024-04-07  [2024-04-07]. （原始内容存档于2024-04-15） （日语）.
41. ↑  . Music Natalie. 2024-12-26  [2025-01-03]. （原始内容存档于2025-01-03） （日语）.
42. ↑  . Music Natalie. 2025-07-04  [2025-07-05] （日语）.
43. ↑  ,   [2022-01-01], （原始内容存档于2021-05-24） （日语）
44. ↑  ,   [2022-01-01], （原始内容存档于2021-05-25） （日语）
45. ↑  ,   [2022-01-01], （原始内容存档于2022-02-14） （日语）
46. ↑  ,   [2022-01-01], （原始内容存档于2022-04-06） （日语）
47. ↑  ,   [2022-01-01], （原始内容存档于2021-09-18） （日语）
48. ↑  ,   [2022-01-01], （原始内容存档于2021-05-28） （日语）
49. ↑  ,   [2022-01-01], （原始内容存档于2022-04-12） （日语）
50. ↑  ,   [2022-05-17], （原始内容存档于2022-06-03） （jp）
51. ↑  ,   [2022-01-01], （原始内容存档于2021-05-28） （日语）
52. ↑  ,   [2022-01-01], （原始内容存档于2022-04-05） （日语）
53. ↑  ,   [2022-01-01], （原始内容存档于2021-06-03） （日语）
54. ↑  ,   [2022-01-01], （原始内容存档于2022-04-17） （日语）
55. ↑  ,   [2022-01-01], （原始内容存档于2022-04-09） （日语）
56. ↑  ,   [2022-01-01], （原始内容存档于2021-06-03） （日语）
57. ↑  ,   [2022-01-01], （原始内容存档于2022-04-08） （日语）
58. ↑  ,   [2022-01-01], （原始内容存档于2022-04-08） （日语）
59. ↑  ,   [2022-01-01], （原始内容存档于2022-04-10） （日语）
60. ↑  ,   [2022-01-01], （原始内容存档于2022-04-13） （日语）
61. ↑  ,   [2022-01-01], （原始内容存档于2022-04-13） （日语）
62. ↑  ,   [2022-01-01], （原始内容存档于2022-04-06） （日语）
63. ↑  ,   [2022-01-01], （原始内容存档于2022-04-11） （日语）
64. ↑  ,   [2022-05-29], （原始内容存档于2022-06-24） （日语）
65. ↑  ,   [2022-04-18], （原始内容存档于2022-04-26） （日语）
66. ↑  ,   [2022-04-18], （原始内容存档于2022-04-17） （日语）
67. ↑  ,   [2022-06-22], （原始内容存档于2022-06-27） （日语）
68. ↑  ,   [2022-06-30], （原始内容存档于2022-07-09） （日语）
69. ↑  ,   [2022-07-17], （原始内容存档于2022-07-19） （日语）
70. ↑  ,   [2022-06-22], （原始内容存档于2022-07-11） （日语）
71. ↑  ,   [2022-08-13], （原始内容存档于2022-08-24） （日语）
72. ↑  ,   [2022-09-19], （原始内容存档于2022-11-24） （日语）
73. ↑  ,   [2022-09-19], （原始内容存档于2022-09-25） （日语）
74. ↑  ,   [2022-10-20], （原始内容存档于2023-01-08） （日语）
75. ↑  ,   [2022-10-20], （原始内容存档于2023-01-13） （日语）
76. ↑  ,   [2023-02-07], （原始内容存档于2023-05-28） （日语）
77. ↑  ,   [2023-02-07], （原始内容存档于2023-05-22） （日语）
78. ↑  , YouTube,   [2023-07-08], （原始内容存档于2023-10-16） （日语）
79. ↑  , YouTube,   [2023-03-27], （原始内容存档于2023-05-22） （日语）
80. ↑  , YouTube,   [2023-07-08], （原始内容存档于2023-06-26） （日语）
81. ↑  , YouTube,   [2023-07-20], （原始内容存档于2023-10-14） （日语）
82. ↑  , YouTube,   [2023-09-25], （原始内容存档于2023-11-09） （日语）
83. ↑  . TheTV NEWS. ザテレビジョン. 2015-04-26  [2018-04-24]. （原始内容存档于2020-10-28）.
84. ↑  . spice NEWS. SPICE. 2015-10-31  [2015-12-11]. （原始内容存档于2019-12-08）.
85. ↑  . natalie NEWS. ナタリー. 2016-03-05  [2016-05-12]. （原始内容存档于2020-05-22）.
86. ↑  . engekisengen NEWS. ローチケ演劇宣言!. 2016-09-26  [2016-09-19]. （原始内容存档于2020-09-26）.
87. ↑  . nikkansports.com. 日刊スポーツ. 2016-07-20  [2016-10-08]. （原始内容存档于2021-01-14）.
88. ↑  . natalie NEWS. ナタリー. 2016-12-18  [2016-12-03]. （原始内容存档于2020-05-18）.
89. ↑  . natalie NEWS. ナタリー. 2017-09-07  [2017-09-06]. （原始内容存档于2019-12-31）.
90. ↑  . excite NEWS. エキサイト. 2018-01-23  [2018-01-01]. （原始内容存档于2022-04-08）.
91. ↑  . TVLIFE NEWS. TVLIFE. 2018-09-19  [2018-12-06]. （原始内容存档于2020-05-31）.
92. ↑  . THE  SENKI NEWS. 產經新聞. 2019-07-06  [2019-09-03]. （原始内容存档于2019-07-06）.
93. ↑  . natalie NEWS. ナタリー. 2019-10-09  [2019-12-08]. （原始内容存档于2020-11-28）.

## 外部連結
- King & Prince （页面存档备份，存于）－傑尼斯事務所官方網站
- King & Prince （页面存档备份，存于）－日本環球音樂官方網站
- YouTube上的King & Prince頻道 （页面存档备份，存于）
- King & Prince的X（前Twitter） （页面存档备份，存于）
- King & Prince的Instagram帳戶
- King & Prince的TikTok